# Carpe diem
Carpe diem (ка́рпэ ди́эм, с лат. — «лови момент») — устойчивое латинское выражение, означающее «живи настоящим», «лови мгновенье».

## Краткая характеристика
Впервые фраза carpe diem встречается в «Оде к Левконое» (сб. Оды, I.11) Горация:
| Tu ne quaesieris, scire nefas, quem mihi, quem tibi | Не спрашивай, нельзя знать, какой мне, какой тебе               |
| finem di dederint, Leuconoe, nec Babylonios         | конец предначертали боги, Левконоя, и не искушайся вавилонскими |
| temptaris numeros. Ut melius, quidquid erit, pati.  | числами. Лучше стерпеть всё, что будет.                         |
| Seu plures hiemes, seu tribuit Iuppiter ultimam,    | Много ли зим уготовил Юпитер или последнюю,                     |
| quae nunc oppositis debilitat pumicibus mare        | которая сейчас разбивает о скалы во́ды моря                      |
| Tyrrhenum. Sapias, vina liques, et spatio brevi     | Тирренского? Будь мудрой, ви́на цеди и кратким сроком            |
| spem longam reseces. Dum loquimur, fugerit invida   | надежду долгую укороти. Пока мы говорим, уходит завистливое     |
| aetas: carpe diem, quam minimum credula postero.    | время: лови момент, как можно меньше верь будущему.             |

Фраза трактуется как призыв проживать каждый день с удовольствием, не откладывая полнокровную жизнь на неопределённое и неизвестное будущее.

## Вариации
- Гораций пародирует собственную фразу carpe diem в стихотворении «Городская мышь и сельская мышь» (Сатиры II.6). Он использует фразу carpe viam (что означает «наслаждайся доро́гой»), противопоставляя жизнь в деревне жизни в городе.
- В древнеегипетском литературном произведении «Беседа разочарованного со своим Ба» имеются слова «Следуй за прекрасными днями, оставь заботы»[4].
- Имеет смысловую связь с выражениями Vita brevis ars longa и Memento mori и студенческим средневековым гимном «Гаудеамус».

## Влияние на популярную культуру
Название Carpe diem (или его перевод на английский — Seize the Day) носит ряд альбомов и композиций западных музыкальных групп. Также эта фраза упоминается в ряде фильмов и сериалов, в частности, в диалоге Робина Уильямса в фильме «Общество мёртвых поэтов». Позже эта фраза была признана 95-й величайшей цитатой из фильмов Американского института кино.
Один из родов протистов носит название Carpediemonas.